# Ian Stewart (pilote automobile)
Pour les articles homonymes, voir Stewart et Ian Stewart.
Ian Stewart est un coureur automobile écossais né le 15 juillet 1929 à Édimbourg et mort le 19 mars 2017 à Crieff en Écosse. Il n'a aucun lien avec Jimmy Stewart et le champion du monde Jackie Stewart, qui eux sont frères.
À partir de 1951, Ian Stewart participe à des courses de côte à bord d'une Jaguar XK120, puis en 1953, il court en Formule 2 avec une escapade en Formule 1 en milieu de saison.

Il n'a participé qu'à un seul Grand Prix comptant pour le championnat du monde de Formule 1 avec l'écurie écossaise Ecurie Écosse le 18 juillet 1953 au Grand Prix de Grande-Bretagne. Il est parti en 20e position sur la grille de départ et dut abandonner au 26e tour sur problème d'allumage. Il n'a donc pas eu de point au Championnat du Monde. Il a également couru dans 3 courses hors championnats.
Ces meilleurs résultats ont été obtenus dans les courses de voitures de sport d'endurance, comme les 1 000 km de Nürburgring où il finit 2e et les 24 heures du Mans 1953 où il obtient la 4e place avec son coéquipier Peter Whitehead.
Après sa courte carrière sportive, il retourne travailler dans son exploitation agricole familiale dans le Perthshire.

## Résultats en championnat du monde de Formule 1
| Saison | Écurie        | Châssis          | Moteur              | Pneus  | GP disputé                | Points inscrits | Classement |
| ------ | ------------- | ---------------- | ------------------- | ------ | ------------------------- | --------------- | ---------- |
| 1953   | Ecurie Ecosse | Connaught Type A | Maserati 6 en ligne | Dunlop | Grande-Bretagne (abandon) | 0               | n.c.       |

## Résultats aux 24 heures du Mans
| Année | Écurie          | Châssis       | Moteur          | Classement |
| ----- | --------------- | ------------- | --------------- | ---------- |
| 1952  | Jaguar Car Ltd. | Jaguar Type C | Jaguar 3,5 L I6 | Abandon    |
| 1953  | Jaguar Car Ltd. | Jaguar Type C | Jaguar 3,4 L I6 | 4e         |